# Гором-Гором
Гором-Гором (фр. Gorom-Gorom) — місто і міська комуна в Буркіна-Фасо, в області Сахель. Адміністративний центр провінції Удалан.
Розташоване в північній частині країни, недалеко від кордону з Нігером, на висоті 279 м над рівнем моря.
Населення міської комуни (департаменту) за даними перепису 2006 року становить 104 587 человік. Населення самого міста Гором-Гором за оцінними даними на 2012 рік налічує 11 646 осіб; за даними перепису 2006 воно становило 8842 человіка. Крім власне міста Гором-Гором міська комуна включає ще 81 село. Гором-Гором є важливим центром торгівлі; раз на тиждень тут збираються торговці — туареги, а також торговці народностей фульбе і Сонгаї.
У Гором-Гором є кілька мечетей. Неделако від міста, у містечку Ессакане, здійснюється видобуток золота.